# Овсянниково (Бабушкінський район)
Овся́нниково (рос. Овсянниково) — присілок у складі Бабушкінського району Вологодської області, Росія. Входить до складу Тимановського сільського поселення.

## Населення
Населення — 103 особи (2010; 111 у 2002).
Національний склад (станом на 2002 рік):
- росіяни — 99 %